# سجن العذارى (فلم)
سجن العذارى هو فيلم مصري عرض عام 1959، بطولة زوزو نبيل وسميرة أحمد وشكري سرحان، ومن إخراج إبراهيم عمارة.

## قصة الفيلم
تتزعم أم نفوسة عصابة للنشل، تمتلك منزلًا قديمًا تشاركها فيه أرملة ترفض أن تبيع لها حصتها، تتودد أم نفوسة لكمال (شكري سرحان) ابن الأرملة حتى يقنع أمه بالبيع. وينجح بالفعل ويقبض الثمن ويبدده على نفوسة (سميرة أحمد) التي يحبها ويهجر أمه وينحرف عن الطريق المستقيم. يُقبض على نفوسة وتدخل الإصلاحية ويبلغ كمال عن أمها فيتم القبض عليها، يدرس الدكتور مهدي (عماد حمدي) حالة نفوسة وتعترف له بما جنته على كمال.

## طاقم التمثيل
- زوزو نبيل: (المعلمة فردوس)
- سميرة أحمد: (نفوسة)
- شكري سرحان: (جلال)
- عماد حمدي: (د. مجدي)
- توفيق الدقن: (حنفي)
- محمود شكوكو: (كوكو)
- عدلي كاسب: (مدهش)
- ثريا فخري: (والدة جلال)
- فتحية شاهين: (زوزو)
- كوثر رمزي
- ناهد سمير: (مشرفة العنبر)
- محسن حسنين: (محروس)
- محمد صبيح: (عطية)
- نجوى فؤاد: (الراقصة)
- فوزية إبراهيم: (سنية)
- عبد المنعم عبد الرحمن: (أبو دراع)
- عواطف رمضان
- حسين إسماعيل
- أحمد شوقي
- محمد سليمان
- فيفي سعيد
- ميمي أحمد
- أنور مدكور
- إلهام إبراهيم
- مها سليم
- وفاء عادل
- مقبولة علم الدين
- نوال إبراهيم
- نادية علي
- نرجس
- دوللي

## فريق العمل
- إخراج: إبراهيم عمارة
- تأليف: محمد مصطفى سامي
- مدير التصوير: عبد العزيز فهمي
- مونتاج: كمال أبو العلا
- إنتاج: أفلام إدوار خياط
- توزيع: الشرق لتوزيع الأفلام
- تأليف الأغاني: فتحي قورة
- ألحان الأغاني: إبراهيم حسين